# Rigsombuddet i Grønland
Rigsombuddet i Grønland (grønlandsk: Kalaallit Nunaanni Naalagaaffiup Sinniisoqarfia) er en institution under Statsministeriet.
Rigsombudsmanden i Grønland (grønlandsk: Kalaallit Nunaanni Naalagaaffiup Sinniisua) er kongerigets øverste repræsentant i Grønland og bindeleddet mellem selvstyret og rigsmyndighederne. Grønlands Selvstyre kan opfordre Rigsombudsmanden til at deltage i forhandlinger. Endvidere skal rigsombudsmanden snarest muligt underrettes af Grønlands Selvstyre om vedtagne landstingslove og landstingsforordninger samt om andre generelle retsforskrifter, der udstedes af selvstyret. 
Rigsombuddets opgaver består endvidere af:
1. Afgivelse af periodiske indberetninger til Statsministeriet, at overvære Landstingets samlinger samt afgive indberetninger til Statsministeriet og andre relevante ministerier om Landstingets drøftelser.
2. Varetagelse som overøvrighed, på samme måde som familieretshusene i Danmark, af familieretlige anliggender.
3. Medvirke ved planlægning og afvikling af besøg i Grønland fra Kongehuset, Folketinget og Regeringen m.fl. og deltagelse i den hermed forbundne mødevirksomhed.
4. Koordinering af de i Grønland værende statslige myndigheders mere principielle henvendelser til Grønlands hjemmestyre.
5. Udfærdigelse af transitopholdstilladelser til Thule Air Base til danske statsborgere, som har bopæl i Grønland.
6. Afholdelse af valg i Grønland til Folketinget samt eventuelle folkeafstemninger, der bestemmes af Folketinget.
7. Afgørelser af klager om folkeregistrering.
8. Indstilling om kongelige hædersbevisninger (ridderordener, medaljer og hæderstegn).

Endvidere er rigsombudsmanden født medlem af bestyrelsen af Den Grønlandske Fond.

## Rigsombudsmænd
- Torben Hede Pedersen (1. maj 1979 til 13. juli 1992)
- Steen Spore (1. august 1992 til 1. juli 1995)
- Gunnar Martens (1. juli 1995 til 31. marts 2002)
- Peter Lauritzen (1. april 2002 til 31. marts 2005)
- Søren Hald Møller (fra 1. april 2005 til 31 januar 2011)
- Mikaela Engell (fra 1. februar 2011 til 30. april 2022)
- Julie Præst Wilche (fra 1. maj 2022)

## Weblinks
- Official hjemmeside for Rigsombuddet i Grønland